# Březen – měsíc čtenářů
Březen – měsíc čtenářů je celostátní akce podporující a propagující četbu, pořádaná každoročně v měsíci březnu. Vznikla v roce 2009 a jejím organizátorem je Svaz knihovníků a informačních pracovníků České republiky (SKIP). Každý rok se k této akci svými aktivitami hlásí více než 400 veřejných knihoven z celé České republiky.
Březen – měsíc čtenářů navazuje na Březen – měsíc knihy (konaný od roku 1955) a Březen – měsíc internetu (akce posledních let) – vždy s významnou účastí knihoven.
V USA se v březnu slaví National Reading Month na počest měsíce narození Theodor Seuss Geisela.

## Cíl akce
- zjistit situaci s reálným ne/čtenářstvím v ČR zjistit, proč k nám čtenáři nechodí a změnit naše prostředí, fondy, služby a sebe!
- zjistit situaci s reálným ne/čtenářstvím v ČR zjistit důvody, proč lidé nevyužívají knihovny a zlepšit nabídku služeb
- posilovat společenský význam a prestiž četby, propagovat činnost knihoven a informačních center
- nabídnout moderní služby knihoven 21. století, propojit čtenáře, organizace a instituce zabývající se četbou a čtenářstvím ke společné mediální kampani a dát o sobě vědět: ano, čteme a je nás stále hodně!
- najít partnery se vztahem a ochotou podpořit obdobnou kampaň na podporu čtení letos i v dalších letech
- nabídnout našim čtenářům a dalším návštěvníků co největší kontakt s autory a překladateli literárních děl i odborné literatury v rámci Maratonu čtení
- pokračovat v oceňování našich nejlepších čtenářů a vybrat našeho „Čtenáře roku“[4]

## Tři směry akce

### Anketa (průzkum) ne/čtenářů
Tento průzkum by se měl obracet k lidem, kteří buď nečtou (a zjistit proč), nebo k lidem, kteří čtou, ale nechodí do knihovny (a zjisti proč). Šetření může mít formu dotazníku, řízeného rozhovoru, besedy apod. Při hlubším průzkumu mohou být výsledky zajímavé jak pro knihovny, tak partnery. Průzkum může přinést  informace o tom, co čtenářům/neuživatelům v knihovně chybí, o procentu nečtenářů v populaci, event. o možnostech toto procento měnit.

### Nové služby knihoven
Zavádění nových služeb a výhod pro uživatele (registrované i neregistrované), nové a netradiční typy akcí, setkání se čtenáři, kteří do knihoven (zatím) nechodí.

### Týden čtení aneb „Čtení sluší každému“
Děti čtou seniorům a naopak, zdraví nemocným a naopak, probíhají soutěže v rychlém čtení, kritické čtení, čtení v cizích jazycích, nonstop čtení, čtení na netradičních místech a v netradiční hodinu.

## Akce
Každý rok se v rámci Března – měsíce čtenářů koná mnoho pravidelných akcí.

### Celostátní akce
- Biblioweb Archivováno 4. 11. 2016 na Wayback Machine. – soutěže o nejlepší webové stránky knihoven
- Čtenář roku Archivováno 20. 12. 2016 na Wayback Machine. –  oceňování nejlepších čtenářů knihovny
- Maraton čtení Archivováno 2. 6. 2020 na Wayback Machine. – autoři čtou svá díla v knihovnách
- Noc s Andersenem

### Další akce knihoven
- Čtenářská amnestie – v rámci této akce, v Krajské knihovně v Karlových Varech, budou čtenářům prominuty poplatky za upomínky a zpozdné[6]
- Bez-starostné čtení s panem starostou Archivováno 2. 6. 2020 na Wayback Machine. v Knihovně Jiřího Mahena v Brně
- Registrace nových čtenářů zdarma v Krajské knihovně Vysočiny